# الفيلق الجبلب السادس والثلاثون الألماني
الفيلق السادس والثلاثون تشكيلًا عسكريًا ألمانيًا في الحرب العالمية الثانية.
تم تشكيلها في أكتوبر 1939 وشاركت في غزو فرنسا. في أغسطس 1940 تم نقل الفيلق إلى جنوب النرويج ومن هناك إلى شمال فنلندا.
شاركت في عملية بربروسا في منتصف عام 1941. كانت جزءًا من جيش النرويج الألمانية (جيش النرويج) وتم نقلها إلى شمال فنلندا خلال يونيو 1941. شارك الفيلق XXXVI في عملية Polarfuchs التي تهدف إلى التقدم من خلال Salla إلى كاندالاكشا، ومن هناك إلى مورمانسك.
في نوفمبر 1941، تم تغيير اسم الفيلق إلى XXXVI Gebirgskorps (الفيلق الجبلي).
في أواخر عام 1944، كان على الفيلق محاربة حلفائه السابقين أثناء انسحابهم من فنلندا. أجبر الفيلق على التراجع من فنلندا إلى النرويج. بقي الفيلق بقية الحرب في النرويج واستسلم هناك في مايو 1945.

## القادة
- جنرال الفرسان هانز فيج (ماي 1940 - 30 نوفمبر 1941)
- جنرال المشاة كارل ويسنبرغر (1 ديسمبر 1941 - 10 أغسطس 1944)
- جنرال القوات الجبلية إميل فوجيل (10 أغسطس 1944 - 8 مايو 1945)

## منطقة العمليات
| تاريخ                          | منطقة           | تابعة ل       | عمليات           |
| ------------------------------ | --------------- | ------------- | ---------------- |
| 5 أكتوبر 1939                  | بولندا          | OB OB         | فال فايس         |
| من 5 إلى 30 يونيو 1940         | فرنسا           | أووك 16       | فال جيلب         |
| 3 يوليو - 4 أكتوبر 1940        | فرنسا           | الجيش الأول   | -                |
| 30 أكتوبر - 19 ديسمبر 1940     | النرويج         | Gruppe XXI    | عملية فيزروبونغ  |
| 19 ديسمبر 1940 - 22 يونيو 1942 | فنلندا          | AOK النرويجية | عملية Polarfuchs |
| 22 يونيو 1942 - 24 أبريل 1945  | فنلندا والنرويج | جباوك 20      | عملية بيرك       |